# Ejido de Agua Blanca
Ejido de Agua Blanca är en ort i Mexiko.   Den ligger i kommunen Agua Blanca de Iturbide och delstaten Hidalgo, i den sydöstra delen av landet, 130 km nordost om huvudstaden Mexico City. Ejido de Agua Blanca ligger 2 185 meter över havet och antalet invånare är 546.
Terrängen runt Ejido de Agua Blanca är varierad. Runt Ejido de Agua Blanca är det ganska tätbefolkat, med 83 invånare per kvadratkilometer. Närmaste större samhälle är San Bartolo Tutotepec, 19,7 km öster om Ejido de Agua Blanca. Omgivningarna runt Ejido de Agua Blanca är en mosaik av jordbruksmark och naturlig växtlighet.